# أوسكار ليفانت
أوسكار ليفانت (بالإنجليزية: Oscar Levant)‏ هو عازف بيانو وملحن وعازف الجاز وممثل أمريكي، ولد في 27 ديسمبر 1906 ببيتسبرغ في الولايات المتحدة، وتوفي في 14 أغسطس 1972 ببيفرلي هيلز في الولايات المتحدة بسبب نوبة قلبية.

## أعمال

### أفلام
- (1940) إيقاع على النهر
- (1951) أمريكي في باريس

## وصلات خارجية
- أوسكار ليفانت على موقع IMDb (الإنجليزية)
- أوسكار ليفانت على موقع ميوزك برينز (الإنجليزية)
- أوسكار ليفانت على موقع تيرنر كلاسيك موفيز (الإنجليزية)
- أوسكار ليفانت على موقع أول موفي (الإنجليزية)
- أوسكار ليفانت على موقع قاعدة بيانات برودواي على الإنترنت (الإنجليزية)
- أوسكار ليفانت على موقع قاعدة بيانات الأفلام السويدية (السويدية)
- أوسكار ليفانت على موقع إن إن دي بي (الإنجليزية)
- أوسكار ليفانت على موقع ديسكوغز (الإنجليزية)
- أوسكار ليفانت على موقع قاعدة بيانات الفيلم (الإنجليزية)